# Eugenio Larruga
Eugenio Larruga Boneta (Zaragoza, 15 de noviembre de 1747 - Madrid, 15 de febrero de 1803) fue un economista, escritor y viajero ilustrado español

## Biografía
Estudió en la universidad de su ciudad natal, Zaragoza, y en Gandía, cánones y leyes, y se doctoró en Teología. Sustituyó por un tiempo una cátedra de cánones en Zaragoza. Se encargó en 1773 y siguientes de arreglar la Biblioteca que el Marqués de la Compuesta, que había sido ministro de Gracia y Justicia con Felipe V, había legado al Convento de San Ildefonso de Zaragoza, un total de 20.000 volúmenes; hizo los índices de materias y autores y clasificó 6.000 libros de la misma que se hallaban sin catalogar.
En 1778 abandonó la carrera eclesiástica y marchó a la Corte. En noviembre de 1782 casó con Joaquina Amo y Becha, natural también de Zaragoza; la Real Junta de Comercio, Moneda y Minas le encargó todo lo relativo al descubrimiento y laboreo de minas y fabricación de moneda, y dio comienzo al arreglo y formación de su archivo con los documentos reunidos desde su instalación, elaborando los oportunos índices y escribiendo una memoria sobre ese trabajo. Logró salir con éxito del difícil empeño en que otros antes habían fracasado, y se le recompensó inmediatamente destinándosele a su secretaría. En ella permaneció hasta 1795 en que se formó una nueva dependencia llamada Balanza de Comercio, para reunir todos los datos del comercio exterior e interior de España y saber si resultaba favorable o adversa. Se le nombró a Larruga oficial mayor de la misma.
De creó después la Dirección de Fomento General del Reino, cuyas atribuciones debían ser, entre otras, según la real orden de su instalación de 13 de mayo de 1797, seguir correspondencia en materia de industria y comercio con todos los cónsules; reuniendo por su medio y el de los intendentes todos los datos y noticias conducentes acerca de la población, producción, industria, etc., de cada una de las provincias del reino. Se le nombró a Larruga para su secretaría con el sueldo anual de 24 000 reales de vellón. Este establecimiento fue de tal importancia que para ser empleado en él, según Lafuente en su Historia general de España se exigían particulares condiciones de estudios y pruebas de conocimientos. Al disolverse esta dependencia, Larruga estaba encargado en ella de todos los preliminares necesarios a la formación del censo de población de España por lo respectivo al año 1797, para lo cual había formulado los extensos cuestionarios circulados ya a todos los pueblos de la Península e islas adyacentes.
En 1788 publicó un Manual histórico, cronológico y geográfico de todos los países, reinos, emperadores y reyes de Europa desde Jesucristo hasta 1787, En el mismo año publicó la traducción del francés al castellano de la Historia verdadera de Juana de Santa Remy, ó Aventuras de la condesa de Lamota. Cofundó y colaboró en unión de Diego María Gallord en la creación del periódico Correo Mercantil de España é Indias (1792 y 1793).
Es famoso, sin embargo, por sus extensas Memorias políticas y económicas sobre los frutos, fábricas, comercio y minas de España, con inclusión de las órdenes, disposiciones y reglamentos expedidos para su gobierno y fomento (1788 a 1800) A esta obra se le concedió tal importancia que en real orden de 23 de mayo de 1789 se asignaron a Larruga de los fondos públicos tres mil reales de vellón por cada uno de los tomos publicados; quedó incompleta al tratar del reino de Galicia a poco de dado a luz el tomo 45, en 1800. En la introducción Larruga cita como antecedentes del suyo los libros de Jacques Savary des Brûlons (Dictionnaire universel du commerce, 1723-1730) y de Malachy Postlethwayt (Universal dictionary of trade and commerce, 1751-1755). Pero las Memorias son algo muy distinto, puesto que Larruga se inscribe dentro de la «ciencia del comercio» y aclara que por «ciencia del comercio de una nación» entiende «el conocimiento claro del estado de los intereses políticos y económicos de su comercio, y de las producciones de la naturaleza y del arte que son materia de cambio, compra y venta». Así pues, las Memorias tienen un calado mayor que el de un simple manual para comerciantes. La obra constaría de tres partes o series que se irían completando entre ellas. La primera serie se ocuparía de las manufacturas, de las instituciones y tribunales. La segunda serie, abandonando el planteamiento provincial, se movería en un plano general, dedicándose al estudio del comercio y sus diversas negociaciones. Y la tercera y última se ocuparía de la administración general del comercio. Pretendía con su redacción demostrar a la nación, en su conjunto, el estado de los sectores de los que dependía su felicidad. Tendrían, por tanto, una dimensión práctica, de aplicación en la situación española. No pasaron de la primera serie, que aun así quedó incompleta, al publicarse solo los tomos correspondientes a las dos Castillas, Extremadura y Galicia. Aunque si para esta primera serie llenó 45 tomos, sería impensable cuantos necesitaría para completar la magna obra. Lo cual no quita valor a su obra, muy especialmente por los datos aportados y las cuestiones abordadas. 
Intervino además en la comisión conferida por los años de 1797 a Bernardo Iriarte y otros para la nueva división de provincias y demarcación de intendencias, pudiéndose asegurar que fue Larruga quien principalmente la desempeñó.
Todos estos trabajos le dieron tanto crédito que fue nombrado individuo de varias academias y sociedades económicas, y entre estas últimas la Real Aragonesa en 26 de mayo de 1796 ya le había nombrado socio de mérito literario.
En 1801, tras haber hecho el enorme esfuerzo que precisaba, publicó al fin el resultado del censo en un tomo en folio mayor con cuarenta y dos estados relativos a las provincias de la Península e Islas adyacentes, con el complicado resumen general de todos ellos, inclusos varios estados comparativos con los del censo publicado en 1787 y demostrando las ventajas obtenidas sobre el mismo.
Formó también Larruga otros estados generales no menos complicados de los frutos y manufacturas del reino por lo respectivo al año 1799, trabajo muy citado por Madoz en su Diccionario y otros autores.
En real orden de 15 de enero de 1802 se ordenó a Larruga hacer otro censo por pueblos, pero falleció antes de terminarlo y lo acabó Juan Polo y Catalina, a quien se le había asociado al efecto. En agosto se le concedieron los honores de intendente de provincia.
Larruga dejó empezadas varias obras y acumuló una biblioteca políglota (hablaba inglés, italiano, francés y alemán) de cuatro mil volúmenes, que se vendió y dispersó merced a los trastornos de la Guerra de la Independencia. Falleció a los cincuenta y seis años el 15 de febrero de 1803.
Larruga fue un personaje importante: la Real Junta de Comercio le confió el encargo de organizar su archivo y de escribir una voluminosa Historia de la Junta, estuvo ligado a la fundación del Correo Mercantil de España e Indias y elaboró el «Censo de 1797», que en ocasiones recibe su nombre. Pero su obra más importante, y una de las mayores del siglo XVIII español, fueron las Memorias políticas y económicas sobre los frutos, comercio, fábricas y minas de España.

## Obras
- Manual histórico cronológico y geográfico de los imperios, reinos, Pontífices, Emperadores y Reyes que ha habido en Europa desde el nacimiento de Cristo hasta el fin del año 1787, con la série de los principales Concilios y varias tablas cronológicas para su mejor uso. Madrid, por Antonio Espinosa, 1788,
- Memorias políticas y económicas sobre los frutos, comercio, fábricas y minas de España con inclusión de los reales decretos, órdenes, cédulas, aranceles y ordenanzas expedidas para su gobierno y fomento. Madrid, imprenta de Benito Cano, 1787-1800, 45 tomos en cuarto.
- Historia de la Real Junta de Comercio, Moneda, Minas y Dependencias de extranjeros, Madrid, 1789, 13 vols.